# جیانگ یینگ
جیانگ یینگ (انگلیسی: Jiang Ying؛ زادهٔ ۱۹ ژوئیهٔ ۱۹۶۳) بازیکن والیبال اهل چین است.
وی در مسابقات کشوری و بین‌المللی در مجموع برندهٔ ۴ مدال طلا، ۱ مدال برنز شده‌است.